# EnChroma
EnChroma és una companyia independent dedicada al desenvolupament de lents oculars per a facilitar la vista a les persones amb deficiència visual. L'empresa, situada a Berkeley, Califòrnia, va ser fundada pel doctor, matemàtic i científic Don Mc Pherson. EnChroma ha aconseguit posicionar-se capdavanterament en el mercat internacional i ha rebut el premi SIB de l'Institut Nacional de la Salut i el Tibbets Award 2016 de l' US Small Bussiness Administration per les seves contribucions en la neurociència, la tecnologia i el món empresarial.

## Test de ceguera del color
EnChroma realitza tests per a detectar alguna deficiència visual de color. Es tracta d'un test online que determina el grau i tipus de deficiència visual que es pateix. Aquest test utilitza el mètode Ishihara, on s'amaguen uns dígits de punts de tonalitats color dins d'esferes amb punts de tonalitats d'altres colors. Un cop dut a terme el test, l'ordinador utilitza uns algoritmes per a donar un resultat precís.

## Ulleres de daltonisme
EnChroma fabrica lents que filtren selectivament les ones dels colors per a eliminar la desviació en la mala percepció de la longitud de l'ona, la qual produeix confusió en les persones afectades. També accentuen la intensitat de les ones dels colors verd i vermell. Malauradament, aquestes ulleres només funcionen per a persones amb tricromatisme anormal i, tot i que aquesta és l'afecció més comuna, no abasta altres deficiències visuals del color més greus.

## Controvèrsia
Científics de la Universitat de Granada van fer un estudi per a comprovar el funcionament de les ulleres EnChroma. Per a realitzar-ho, van fer que 48 persones daltòniques duguessin a terme el test d'Ishihara i el test de matisos de color de Farnsworth-Munsell amb ulleres i sense. Després es va analitzar el funcionament de les lents en diferents observadors simulats mitjançant la transmitància espectral per a veure els canvis que teòricament produïa en les ones de color.
L'estudi conclou que les ulleres EnChroma tenen una veracitat poc fiable, ja que no permeten veure els colors que l'afectat no detecta, sinó que canvien la manera de percebre els colors que ja podien veure. El mètode de funcionament dels filtres de les ulleres d'EnChroma són similars als utilitzats en les ulleres per a activitats de tir i caça i permeten veure millor els colors a causa de l'augment de la seva intensitat. Gairebé cap dels participants en l'experiment van patir una millora en la percepció dels colors i no van aprovar les proves de visió del color i ordenació de matisos. Només un participant va experimentar una millora visual i es tractava d'una persona amb daltonisme lleu.
Els científics que van realitzar el projecte són Luis Gómez Robledo, Eva Valero Benito, Rafael Huertas Roa, Miguel Angel Martínez Domingo i Javier Hernández Andrés.